# Dendropsophus luteoocellatus
Dendropsophus luteoocellatus är en groddjursart som först beskrevs av Roux 1927.  Dendropsophus luteoocellatus ingår i släktet Dendropsophus och familjen lövgrodor. IUCN kategoriserar arten globalt som livskraftig. Inga underarter finns listade i Catalogue of Life.